# Carpiliidae
Carpiliidae (лат.) — небольшое семейство крабов из подсекции Heterotremata, выделяемое в надсемейство Carpilioidea. Семейство содержит один современный и около 15 ископаемых родов.

## Описание
Карапакс широкий, поперечно-овальный; переднебоковые края цельные, но заканчиваются низким эпибранхиальным бугорком на заднебоковом стыке; дорсальная поверхность выпуклая, гладкая, без признаков заметных областей. Хелипеды крупные, вздутые, гладкие, неравные; большая хелипеда с одним крупным моляриформным зубом у основания дактиля. Ходильные ноги тонкие, субцилиндрические, гладкие. Грудь узкая; швы 4/5 — 7/8 полные и почти параллельные. Брюшко самца со сросшимися сегментами 3-5. Генитальные отверстия самцов коксальные; отверстия самок стернальные. Первый гонопод самца удлиненный, конический; второй гонопод длиннее или такой же длинный, как первый.

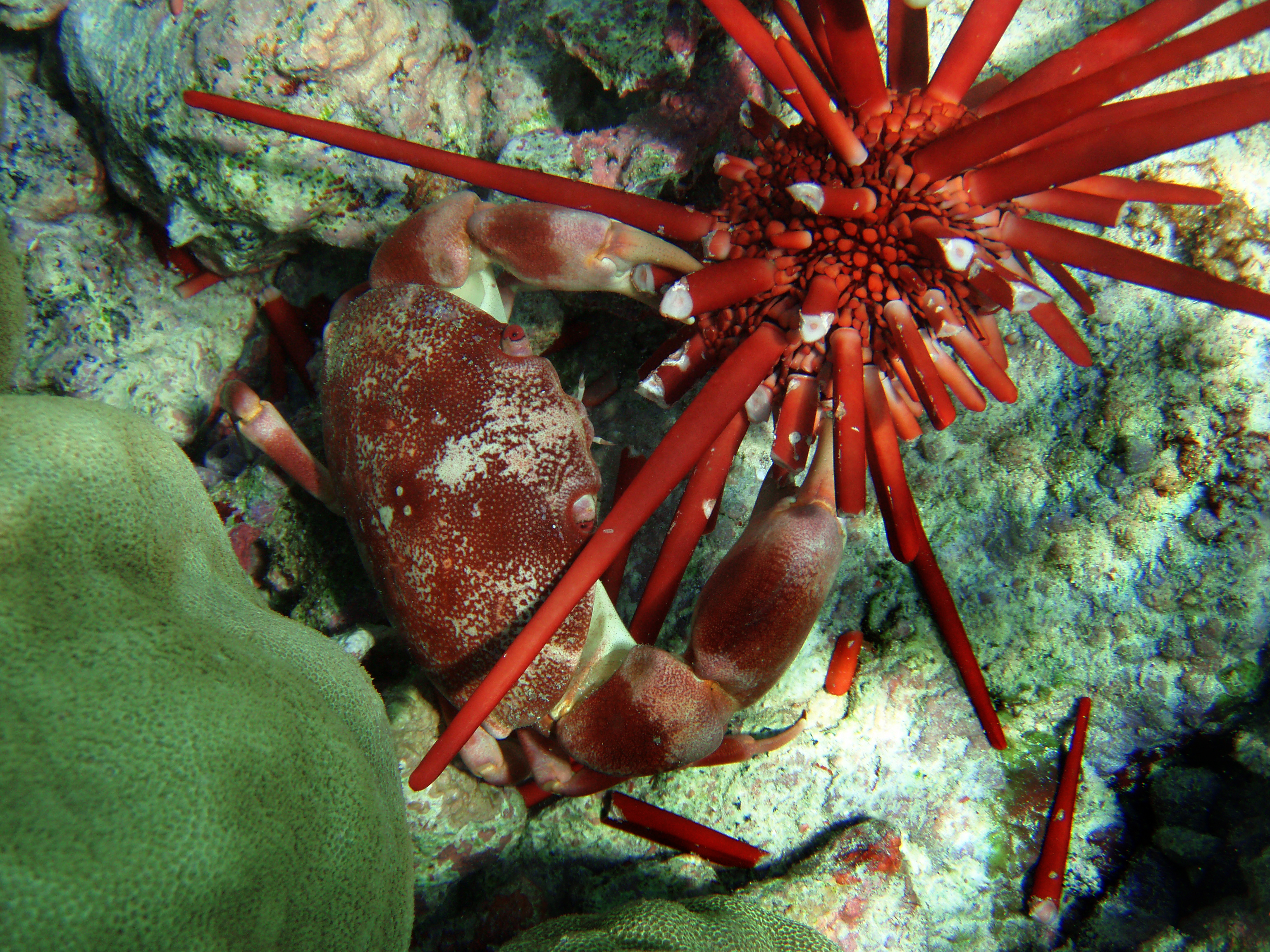
Carpilius convexus
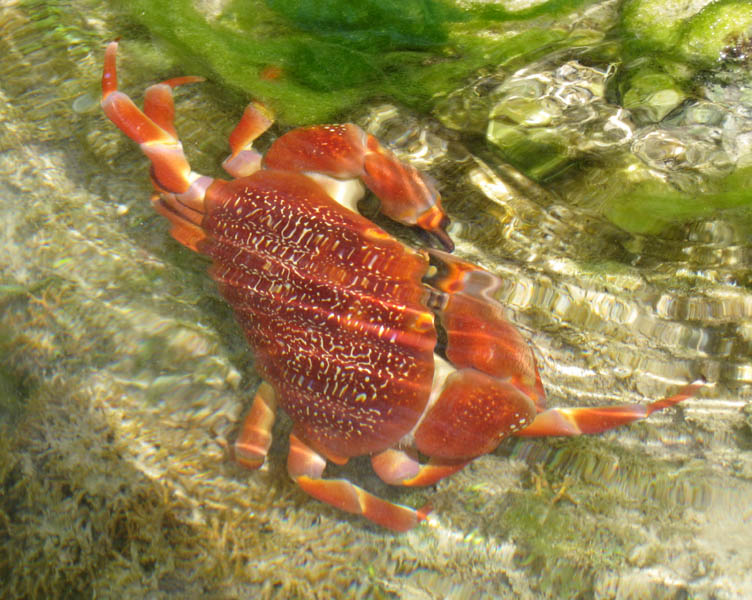
Carpilius corallinus
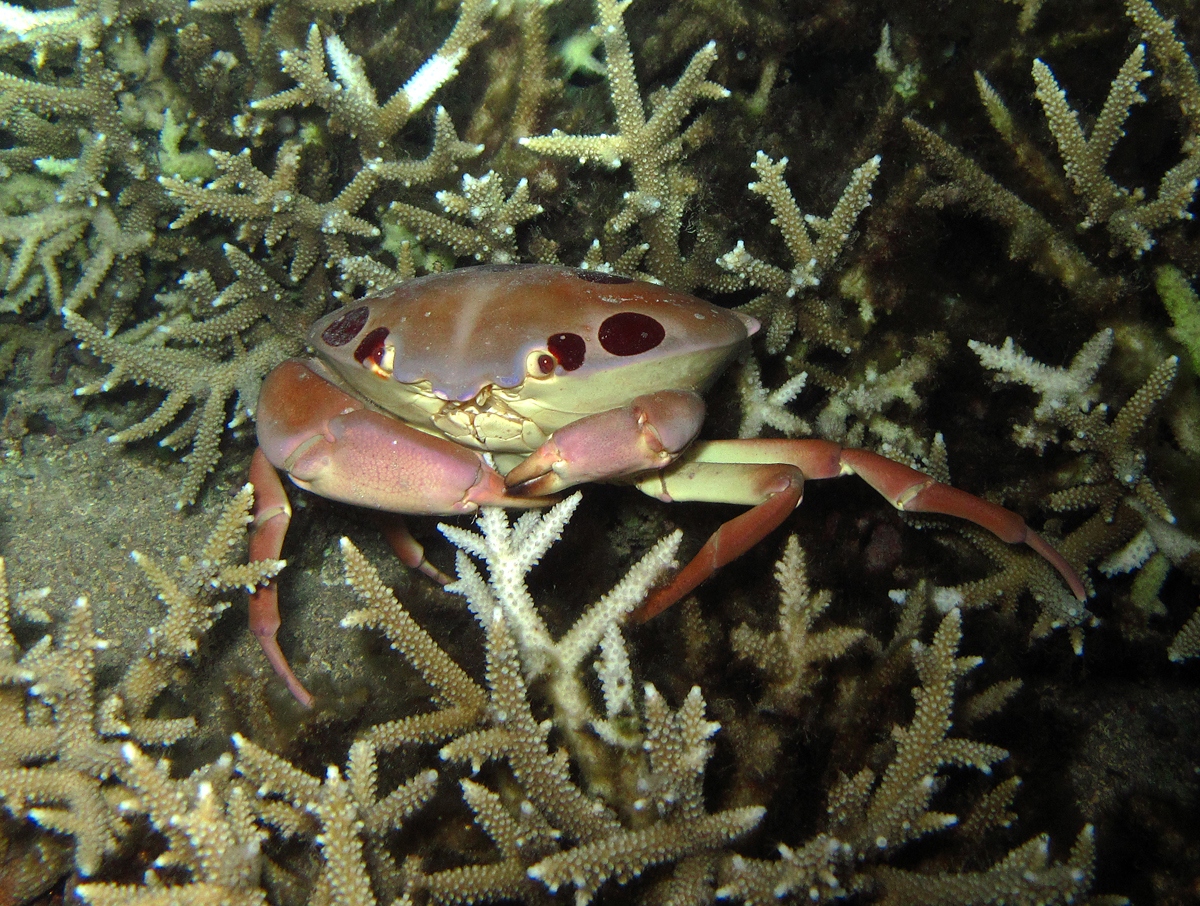
Carpilius maculatus

## Классификация
Семейство содержит один современный и около 15 ископаемых родов. Carpiliidae входит в состав надсемейства Carpilioidea, в которое также включают ископаемые семейства Paleoxanthopsidae Schweitzer, 2003, Tumidocarcinidae Schweitzer, 2005 и Zanthopsidae Vía, 1959. Это небольшое семейство обитает только в Индо-Западной части Тихого океана. Многие авторы включали карпилиид в Xanthidae, но сейчас считается, что они заслуживают статуса отдельного семейства (Serène 1984; Ng 1998). Два вида Carpilius являются крупными и характерными компонентами фауны тропических рифов Северной Австралии. Род Liagore в прошлом ошибочно помещали в Carpiliidae, но теперь он считается относящимся к Xanthidae.
- †Braggicarpilius Beschin, Busulini & Tessier, 2015[5]
- †Bryocarpilius Feldmann, Schweitzer, Bennett, Franţescu, Resar & Trudeau, 2011
- Carpilius A. G. Desmarest, 1823
- †Corallicarpilius De Angeli & Ceccon, 2015[6]
- †Eocarpilius Blow & Manning, 1996
- †Holcocarcinus Withers, 1924
- †Laticarpilius Feldmann, Schweitzer, Bennett, Franţescu, Resar & Trudeau, 2011
- †Liopsalis von Meyer, 1862
- †Lovaracarpilius Beschin, De Angeli, Checchi & Zarantonello, 2016[7]
- †Maurocarpilius Ossó, Gagnaison & Bailleul, 2020[8]
- †Montemagralia De Angeli & Ceccon, 2016
- †Ocalina Rathbun, 1929
- †Oscacarpilius Artal & Van Bakel, 2018
- †Palaeocarpilius A. Milne-Edwards, 1862
- †Paraocalina Beschin, Busulini, De Angeli & Tessier, 2007
- †Proxicarpilius Collins & Morris, 1978
- †Tethyscarpilius De Angeli & Alberti, 2016[9]